# Claire Febvay
Pour les articles homonymes, voir Febvay.
Claire Febvay, née le 16 juillet 1982 à Oullins, est une plongeuse française.
Elle est septuple championne de France de plongeon en 1998, 2001, 2002, 2003, 2004, 2006 et 2007.
Elle participe à trois éditions des Jeux olympiques en 2000, 2004 et 2008, sans obtenir de podiums.
Avec Matthieu Rosset, elle termine troisième de l'épreuve de démonstration mixte des Championnats d'Europe de natation 2010.